# バネアサ競馬場
バネアサ競馬場（ばねあさけいばじょう Hipodromul Băneasa）は、ルーマニア・ブカレストの北郊外に位置していた競馬場である（現在のバネアサ地区、当時はバネアサの郊外コミューン）。この競馬場は、現在は自由報道院、ROMEXPO パビリオン、ホテルなど建っている。

## 歴史
バネアサ競馬場はルーマニア騎手クラブの所有物で、フランス競馬場を詳しく研究した建築家I.D.ベリンデイの計画に従って建設された。
1908年にルーマニア王室出席のもと開業式が行われた。（当時はカロル1世の統治時代）
1909年、フランスの飛行士ルイ・ブレリオが競馬場の芝生の上で開催された航空ショーに参加した。
1947年12月30日のクーデターの後、競馬場は火花の家 (現在は自由報道の家) に道を譲るため、共産主義勢力（ソビエト社会主義共和国連邦）によって取り壊されました。この建物は、ロモノーソフ大学にインスピレーションを得た象徴的な建物であった。しかし、1960年に展示複合施設 (現在のROMEXPO) の落成を記念して、ブカレストの上流社会のメンバーがよく集まる場所も撤去された。

2006年、ルーマニアジョッキークラブ（1990年に再設立されたクラブ）が、かつて競馬場だったと思われる土地を所有権を主張した。